# Scot Gemmill
Scot Gemmill est un footballeur écossais né le 2 janvier 1971 à Paisley. Il évoluait au poste de milieu de terrain.
Il est le fils de l'international écossais Archie Gemmill.

## Carrière
- 1990-99 :  Nottingham Forest
- 1999-04 :  Everton
- 2004 :  Preston North End
- 2004-06 :  Leicester City
- 2006 :  Oxford United
- 2006-07 :  New Zealand Knights FC

## Sélections
- 26 sélections et 1 but avec l' Écosse de 1995 à 2003.